# Laemonema rhodochir
Laemonema rhodochir är en fiskart som beskrevs av Gilbert, 1905. Laemonema rhodochir ingår i släktet Laemonema och familjen Moridae. IUCN kategoriserar arten globalt som livskraftig. Inga underarter finns listade i Catalogue of Life.